# Église Saint-Léger d'Orvault
Pour les articles homonymes, voir Église Saint-Léger.
L'église Saint-Léger est une église catholique située à Orvault, département français de la Loire-Atlantique, en France. L'église actuelle du bourg d'Orvault est la quatrième à y être construite.

## Localisation
L'église est située dans le bourg d'Orvault, place de l'église.
Elle est l'une des deux églises de la paroisse Sainte-Bernadette-et-Saint-Léger d'Orvault, fondée en 2003, dans la zone pastorale Nantes-Nord du diocèse de Nantes (province ecclésiastique de Rennes).

## Historique
L'église Saint-Léger d'Orvault est de fondation ancienne. En effet, l'église actuelle, qui est la quatrième, remplace tout d'abord l'église primitive fondée dès le VIIIe siècle par les disciples de saint Hermeland et placée sous la protection de saint Léger (616-678), ancien évêque d'Autun.
Il y a eu ensuite une nouvelle église au XIIe siècle, très restaurée au XVe siècle. Mais, à partir de 1830, l'église, trop petite et en mauvais état, montre ses limites. Il devient nécessaire de construire une nouvelle église. La troisième église est l’œuvre du recteur Julien Lemarié, curé d'Orvault de 1802 à 1840. La démolition de l'ancienne église commence en 1835. C'est à l'architecte Joseph-Fleury Chenantais qu'est confiée la nouvelle construction. L'édifice est modeste avec son petit porche et sa tour clocher. Mais rapidement ce nouvel édifice va s'avérer trop petit et son état général va se dégrader de plus en plus. 
Dès les années 1890 il est à nouveau question de construire une nouvelle église. Mais, cette fois-ci, un nouvel emplacement est choisi. Le chanoine Jean Richeux (1870 à 1902) décide de faire construire l'église sur le très grand potager du presbytère, qui s'étend entre la route de la Carrière et celle du Pont-aux-Prêtre jusqu'au parc de la Grée. Le 2 avril 1898 l'autorisation de démarrer les travaux est donnée, sur les plans de l'architecte François Bougoüin. C'est Joseph Vallet qui réalisa les sculptures. La première pierre fut bénite le 26 décembre 1898. L'église, de style néogothique, est bénite le 28 mai 1901. Mais elle est encore dépourvue de clocher et de vitraux.  
Dès 1903 le chœur est doté d'un autel en marbre blanc dédié au Sacré Cœur de Jésus. 
La chaire à prêcher est acquise en 1909 et un petit orgue à tuyaux vient décorer l'église en 1912.
Il faudra attendre 1935 pour voir le clocher construit.
C'est en 2017 que sont achevés les vitraux de la nef et des transepts achevant ainsi l'église. 2018 verra la rénovation complète du clocher et l'installation d'un nouvel orgue.

## Description

### Extérieur

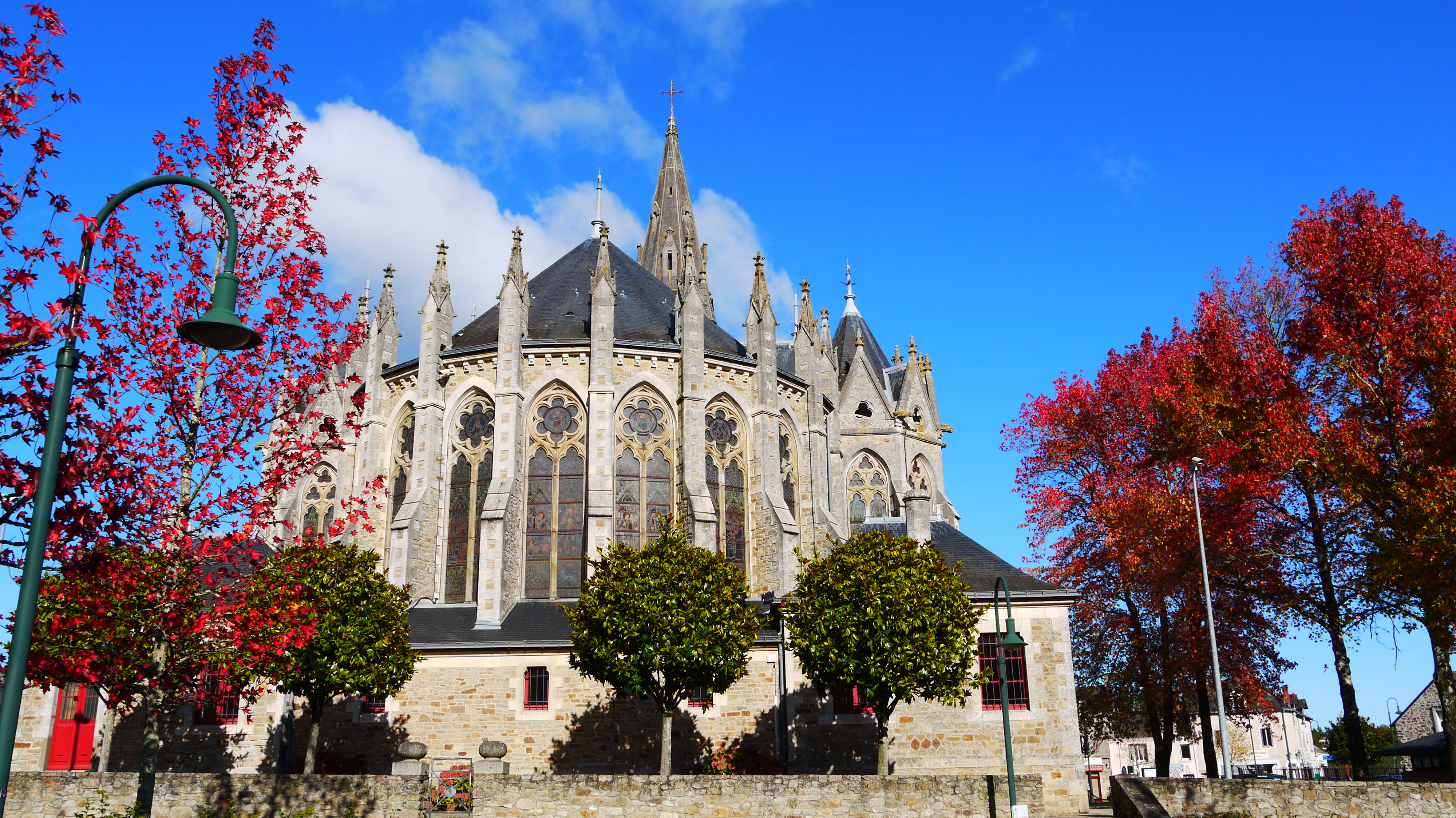
Église Saint-Léger d'Orvault

De style néogothique, l'église est orientée nord-est - sud-ouest. Qualifiée d'église-halle, son vaisseau central est composé de cinq travées. Toutes les toitures sont couvertes d'ardoise. 
L’abside polygonale richement ouvragée est la caractéristique des églises bâties par l'architecte François Bougoüin. On retrouve cet agencement dans le département à Aigrefeuille-sur-Maine, Nort-sur-Erdre ou à Saint-Hilaire-de-Chaléons. 
Le clocher, qui ne sera coiffé de sa flèche en béton qu'en 1935. Il abrite quatre cloches fondues en 1935 par la fonderie Paccard d'Annecy. Elles ont été bénies le 2 avril 1935.
- Cloche 1 : Ré b 3 - Notre-Dame-des-Anges - 1.800 kg
- Cloche 2 : Mi b 3 - Léger - 1.200 kg
- Cloche 3 : Fa 3 - Jeanne-d'Arc » - 900 kg
- Cloche 4 : La b 4 - Thérèse de l'Enfant-Jésus - 530 kg.

### Intérieur
L'intérieur témoigne d'une recherche architecturale propre au style néogothique qui fut très en vogue dans le diocèse de Nantes durant la fin du XIXe siècle.
L'église comporte trois nefs, séparées par de fines colonnettes, formant donc un seul et même espace.
Toutes les travées, y compris celles des collatéraux, sont voûtées sur croisées d'ogives. Les clés de voûte sont ornées de différentes façons. Les plus remarquables sont celles de la croisée du transept représentant au centre le Christ montrant le livre de la Parole de Dieu, et aux quatre angles le tétramorphe formé des quatre figures symboliques ailées. D'autres clés de voûtes représentent les armes de Léon XII et de Mgr Rouard évêque de Nantes à l'époque.
L'ensemble des vitraux du chœur relate la vie de saint Léger, évêque d'Autun, saint patron de la paroisse. De la gauche vers la droite : Enfance de Léger - Son éducation à la cour de Clotaire II à Soissons – Son ordination comme diacre par son oncle Didon évêque de Poitiers – Il fait l’aumône – Il est nommé abbé de Saint-Maixent – La reine Bathilon reine de Neustrie envoie le chercher pour en faire son conseiller – Glorification de saint Léger - Léger évêque d’Autun vers 663 – Léger froisse le roi Childeric II – Le roi vient pour l’assassiner – Il ordonne de l’arracher de l’abbaye de Luxeuil où il était exilé – Léger veut éviter le pillage d’Autun par Erbroïn maire du palais – Le martyre de Léger – Exilé au monastère de Fécamp -  il est décapité. 

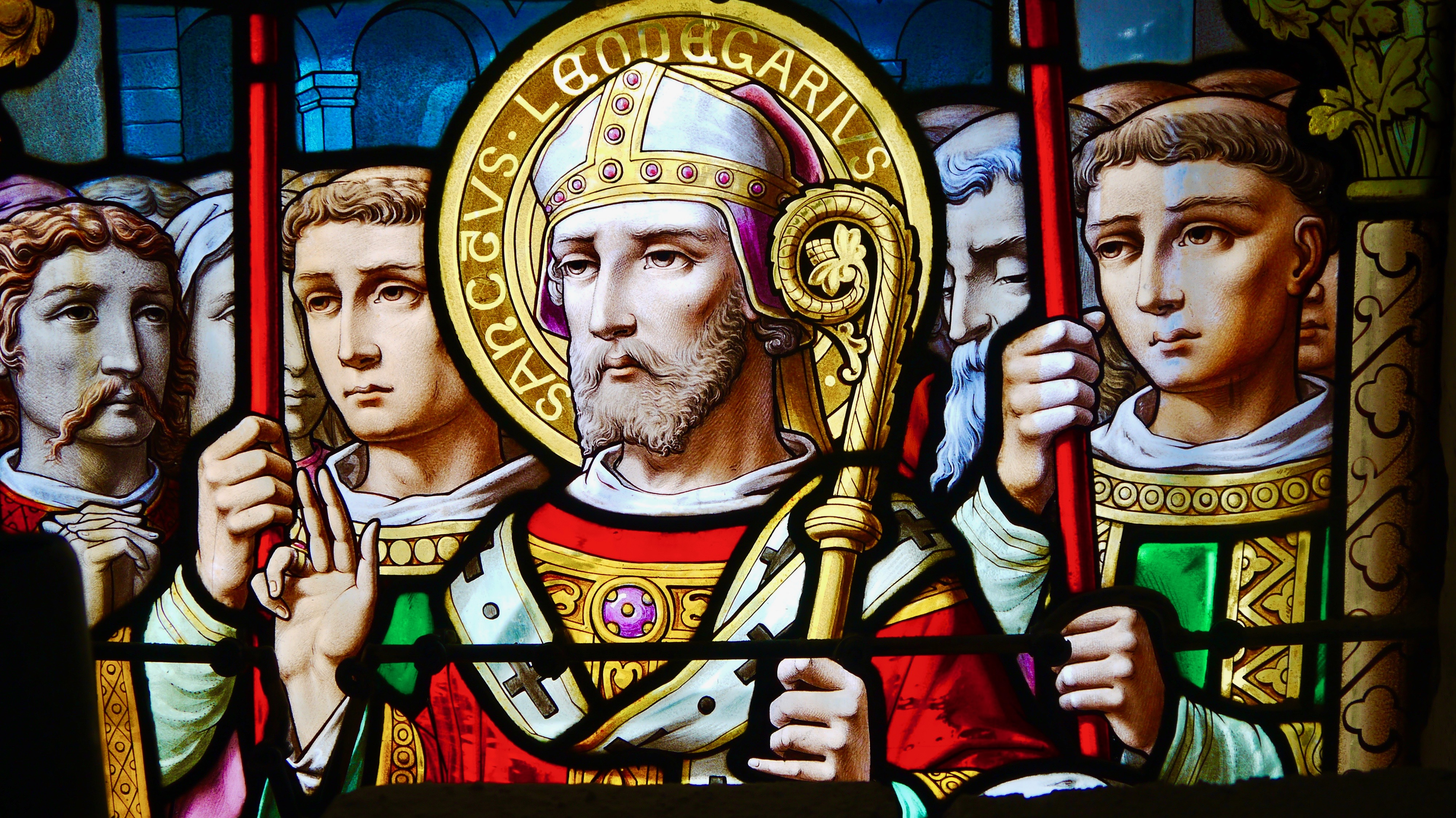
Détail des vitraux du chœur - Saint-Léger, évêque d'Autun

En octobre 2016, une campagne de restauration des vitraux du chœur de l'église est entreprise par la Ville d'Orvault propriétaire de l'édifice.
Par ailleurs, un projet de remplacement des vitraux de la nef et des transept avec les deux grandes rosaces de verre blanc, est entrepris et en 2017 les nouveaux vitraux d'inspiration contemporaine et abstraite sont réalisés et installés. 
Ce projet artistique de grande ampleur a été réalisé par l’entreprise mancelle Vitrail-France en collaboration avec l’architecte du patrimoine nantais, Pierluigi Pericolo, qui a dessiné le projet.
Emmanuel Putanier, maître verrier et propriétaire de l’entreprise Vitrail-France, qui a réalisé les vitraux, l’affirmait au début du chantier : « c’est un chantier monumental, assez rare aujourd’hui, car les trois quarts de l’église sont concernés. En effet, de nos jours, les projets de création contemporaine rattachés au vitrail restent malheureusement trop rares » (Eglise en Loire-Atlantique n°74 - septembre 2017).

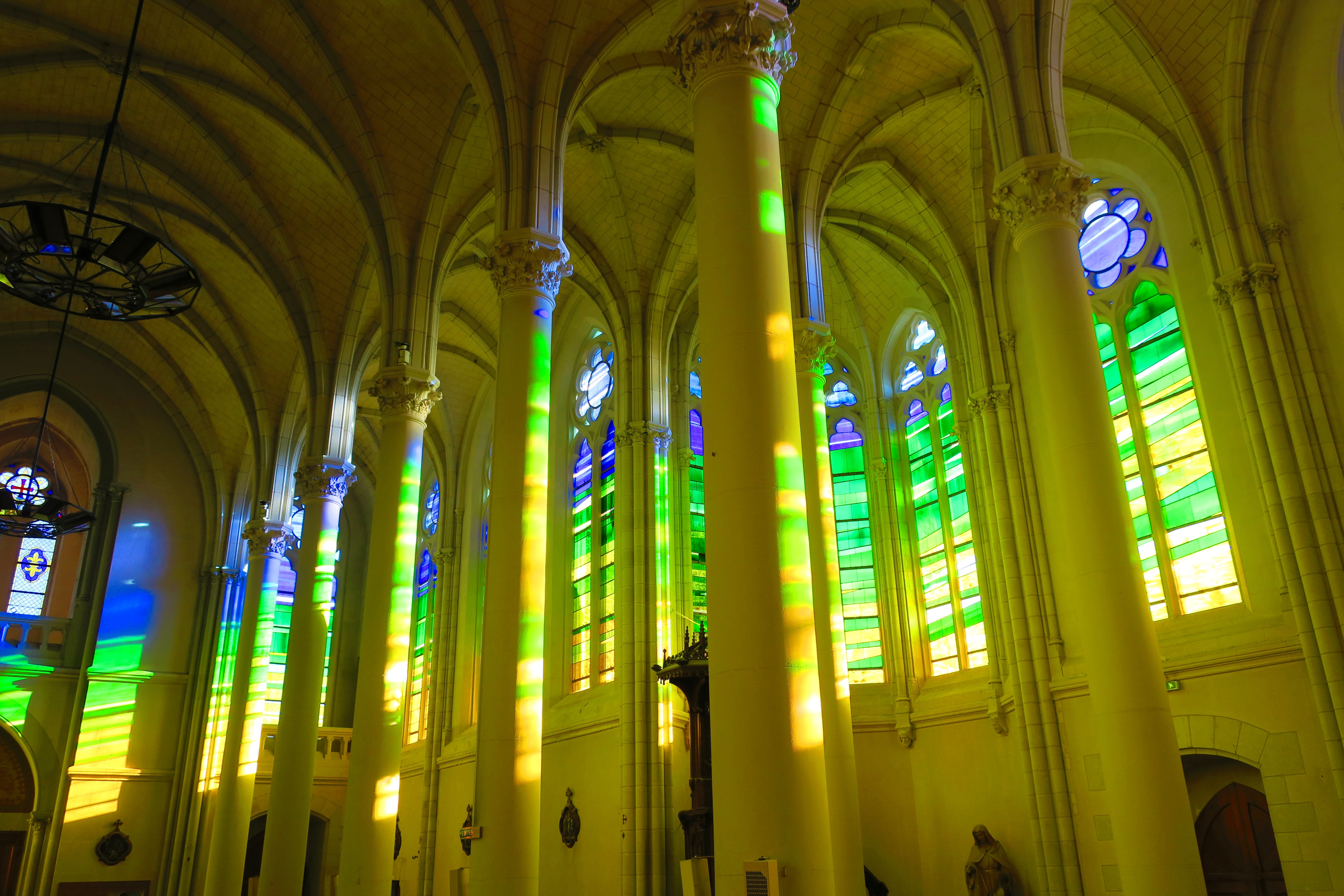
Vitraux de l'église Saint-Léger d'Orvault

La thématique du projet consiste en un dégradé de jaune, d’ocre, de vert et de bleu signifiant la ville d’Orvault vue du ciel, les verrières principales étant traversées d’une grande et fine croix blanche. 

### Mobilier

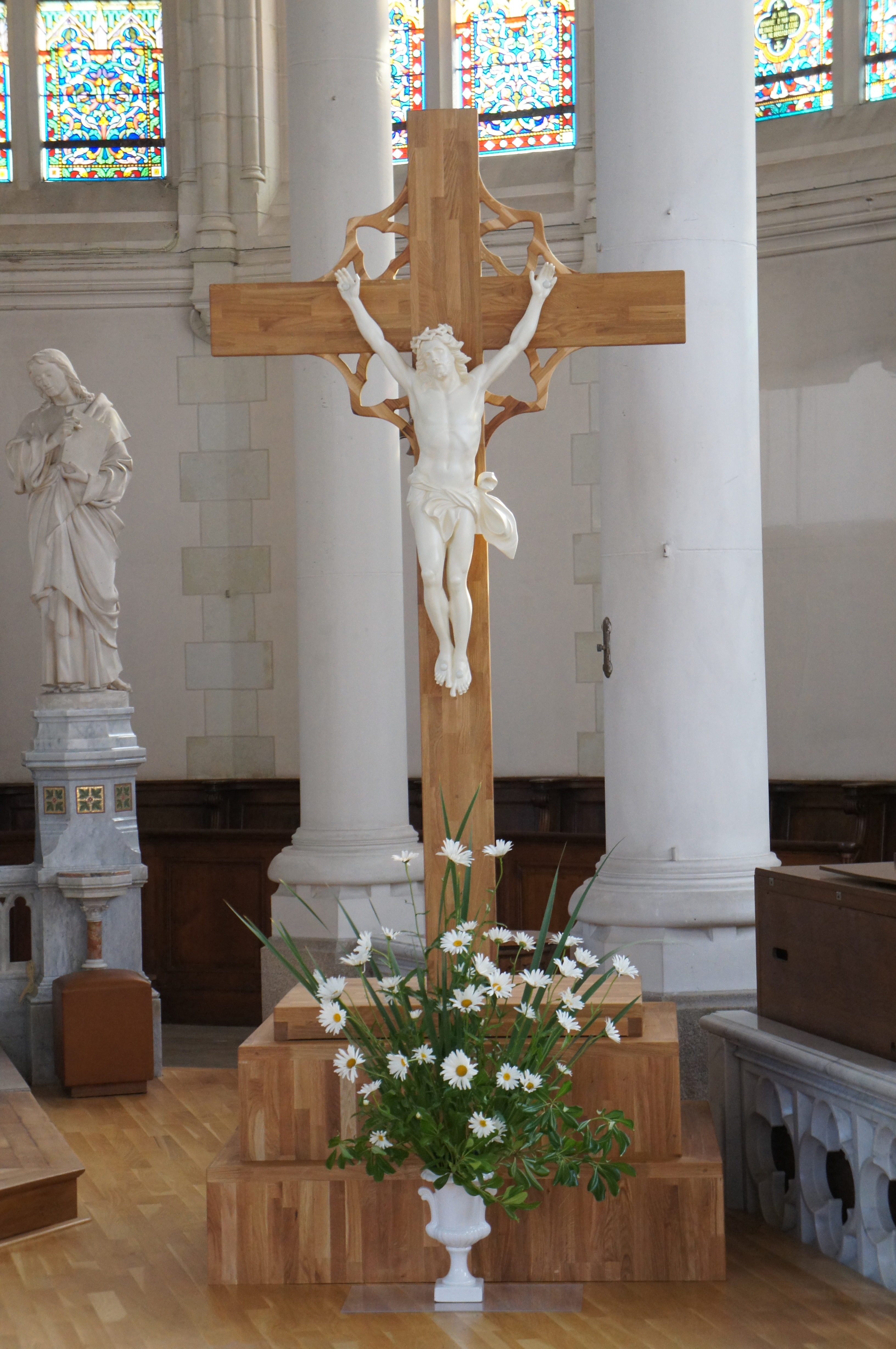
Nouvelle croix du chœur de l'église Saint-Léger d'Orvault installée le 13 juillet 2013

Le maître-autel construit en 1903 est en marbre blanc incrusté de mosaïques et de bas relief en marbre de Carrare. Les sculptures du maître-autel représentent, au centre, le repas de Jésus avec les disciples d'Emmaüs. À gauche saint Joseph tenant en main le lys symbole de pureté et de droiture. À droite saint Jean-Baptiste, revêtu de sa peau de chameau. Le tabernacle est entouré de deux statues représentant Saint Pierre à gauche et Saint Jean à droite. 

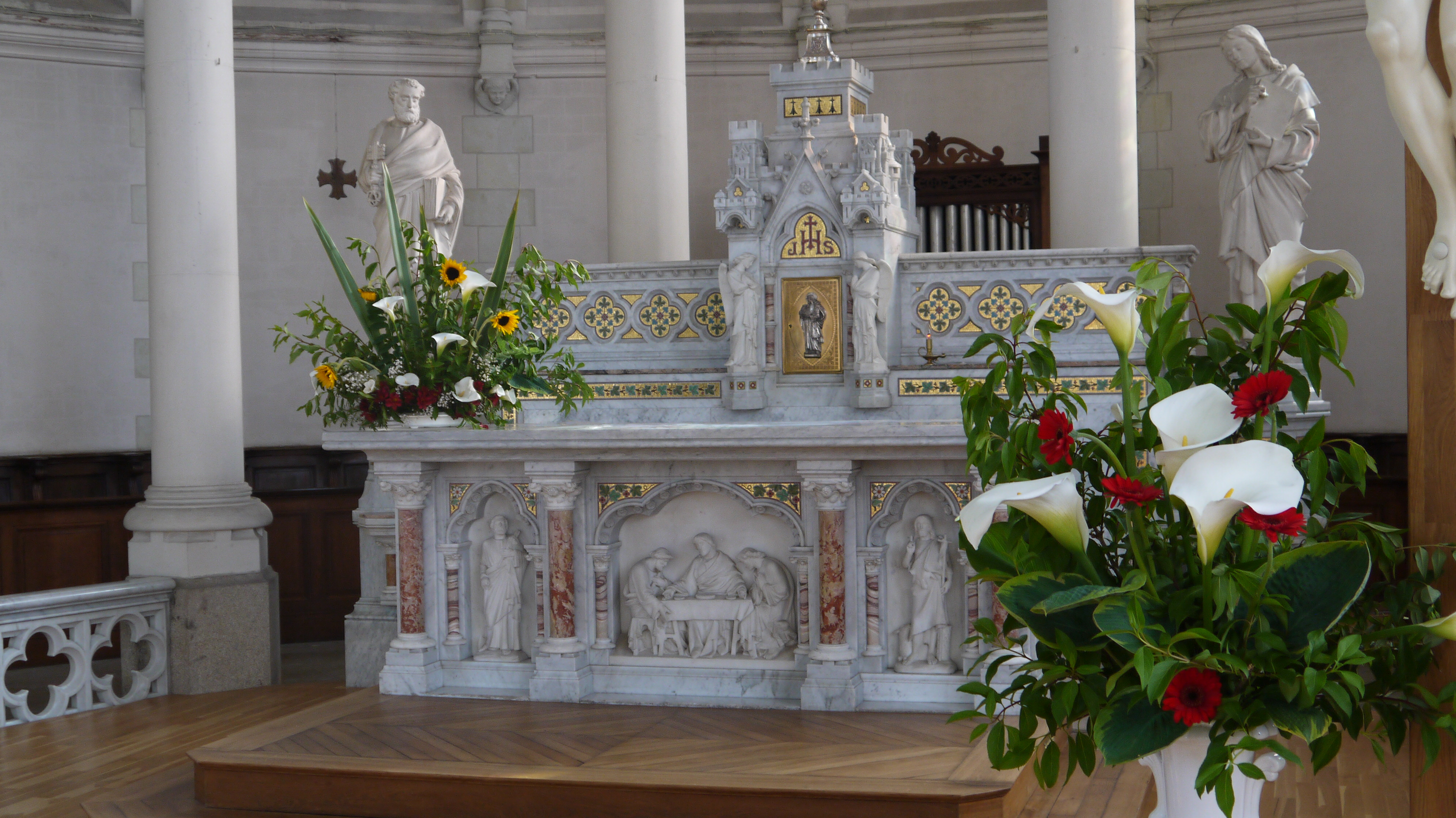
Détails du Maître-Autel de l'église St-Léger

On trouve aussi dans l'église, chapelle latérale de gauche, une statue de Notre-Dame des Champs, présentant l'Enfant-Jésus, celui-ci tenant en mains des épis de blé et des fruits. La chapelle latérale droite est quant à elle dédiée au Sacré-Coeur de Jésus. Les deux confessionnaux ont été fabriqués par le menuisier orvaltais Louis Aillerie en 1911.
La chaire, provenant originellement de la chapelle des religieuses du Sacré-Cœur de Nantes, leur fut achetée en 1909. À noter la décoration de l'abat-voix avec ses pendentifs en feston, ses pinacles et ses angelots.
Depuis le 13 juillet 2013, le chœur de l'église est doté d'une croix contemporaine en chêne massif reprenant les motifs trilobés des vitraux des chapelles latérales. Croix sur laquelle a été fixé un Christ en fonte (du XIXe siècle).  Cette réalisation est le travail de l'ébéniste nantais Thomas Fouillet.
En 2018, la paroisse, avec l'aide de la ville d'Orvault, fait l'acquisition de l'ancien orgue de la chapelle de l'institut de La Persagotière à Nantes. Le petit orgue qui ornait l'église depuis 1912 et qui provenait de l'église de Saint-Père-en-Retz est ainsi remplacé par ce nouvel instrument. Fabriqué à la fin du XIXème siècle par Auguste Tolbecque, cet orgue d'étude à la sonorité "romantique" bénéficie, lors de son transfert, d'une importante restauration par le facteur d'orgue Nicolas Toussaint.

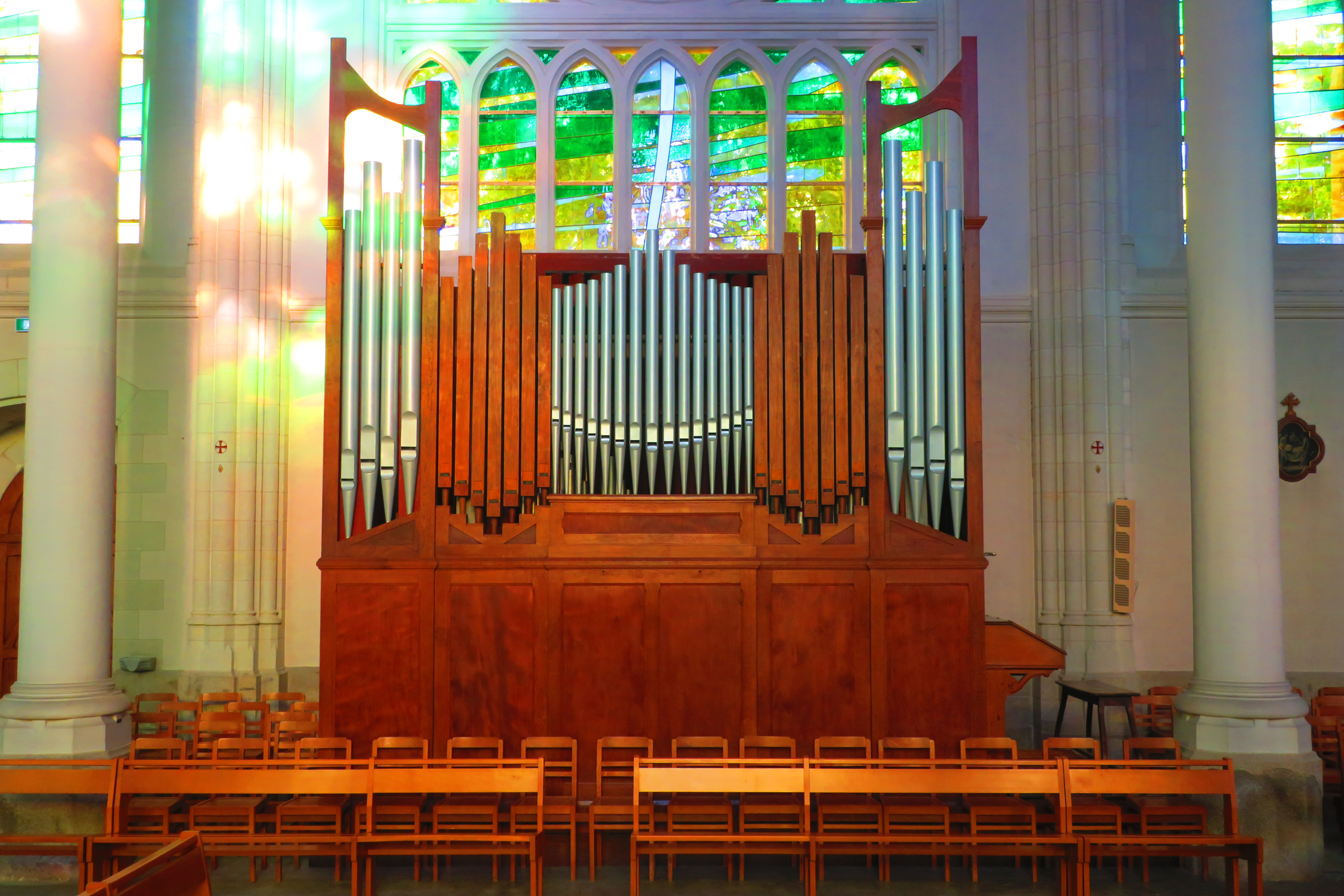
L'orgue d'Auguste Tolbecque installé en mai 2018.

### Photos

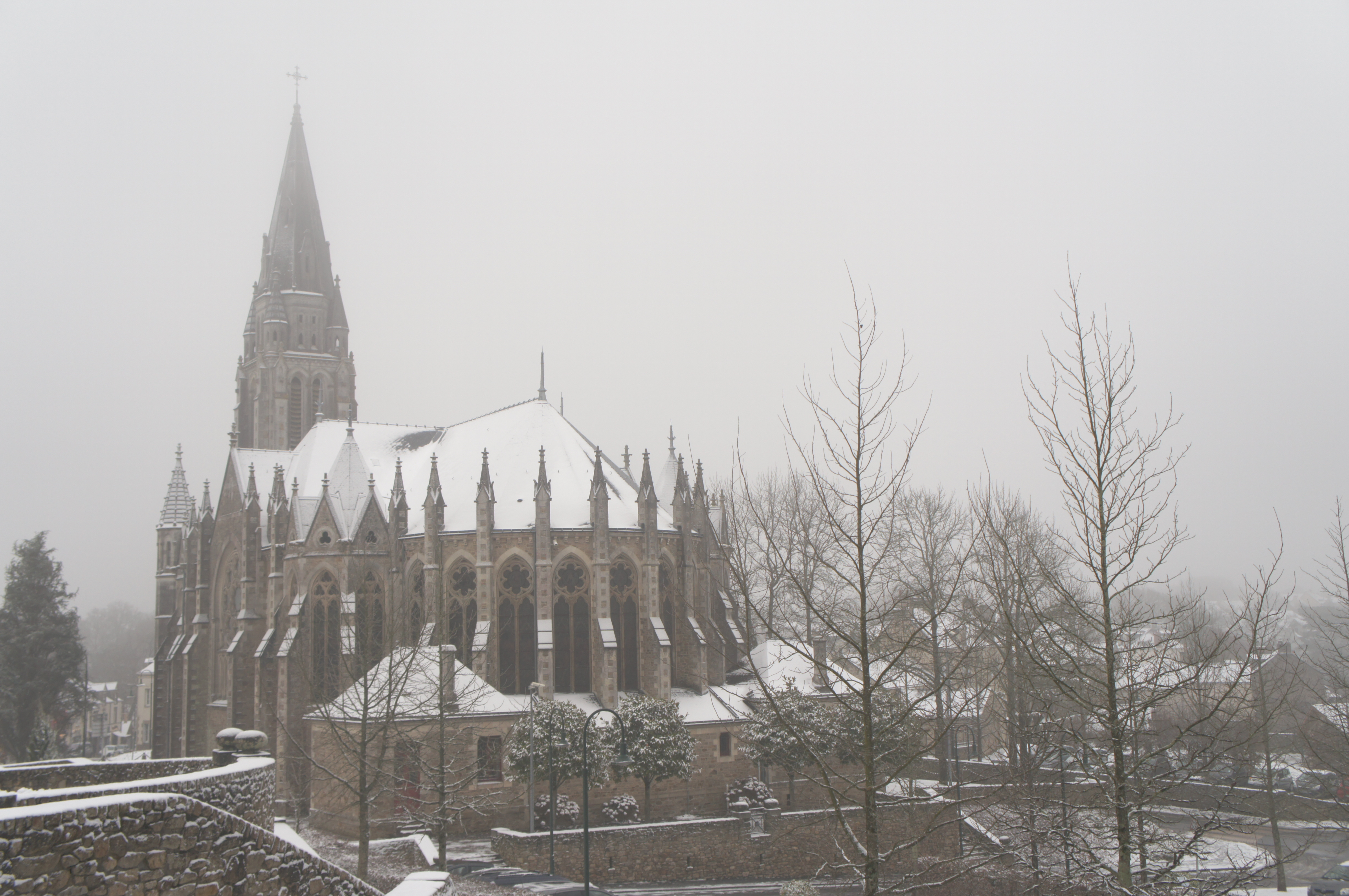
L'église Saint-Léger sous la neige
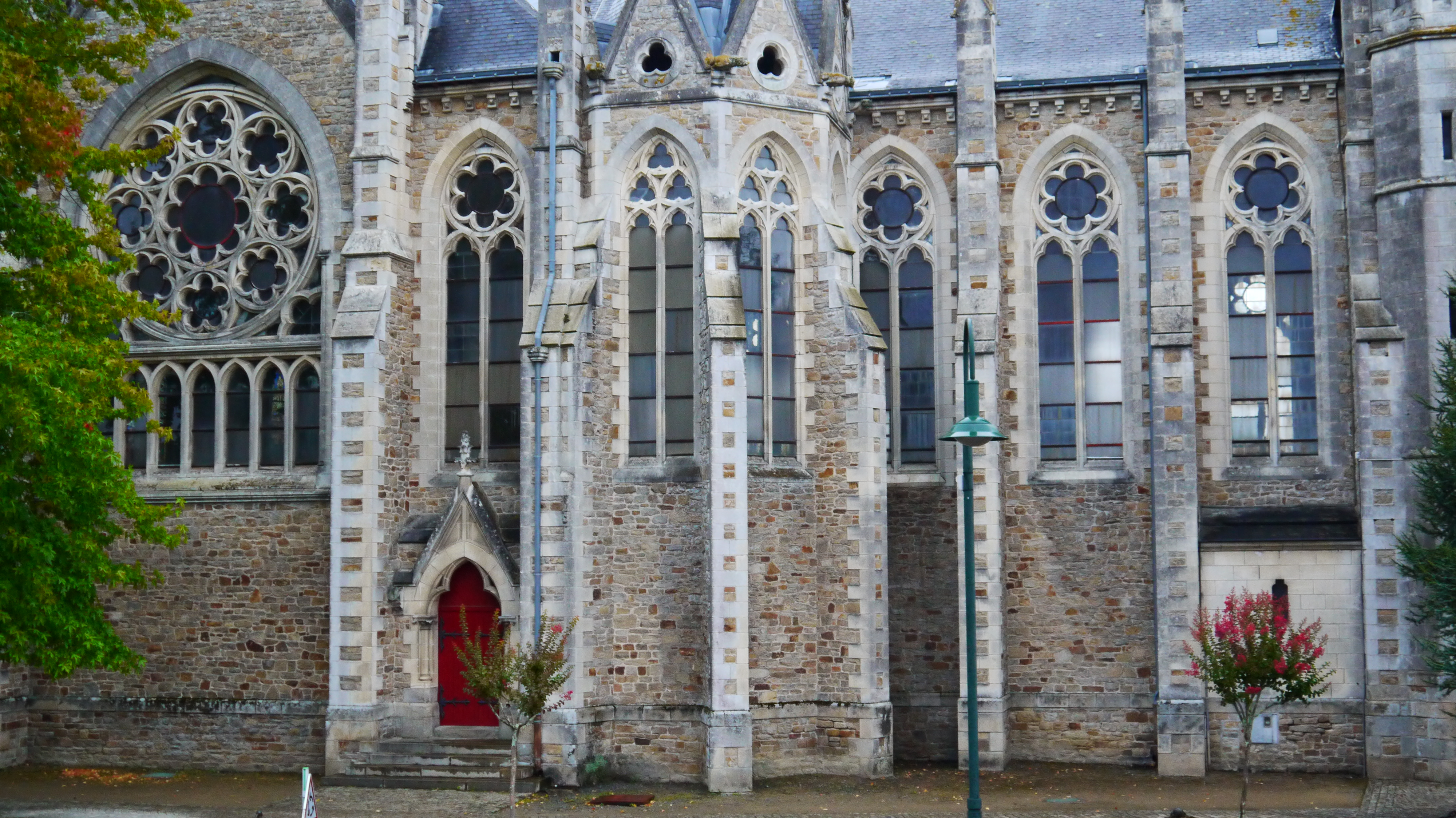
La façade Est avant les nouveaux vitraux
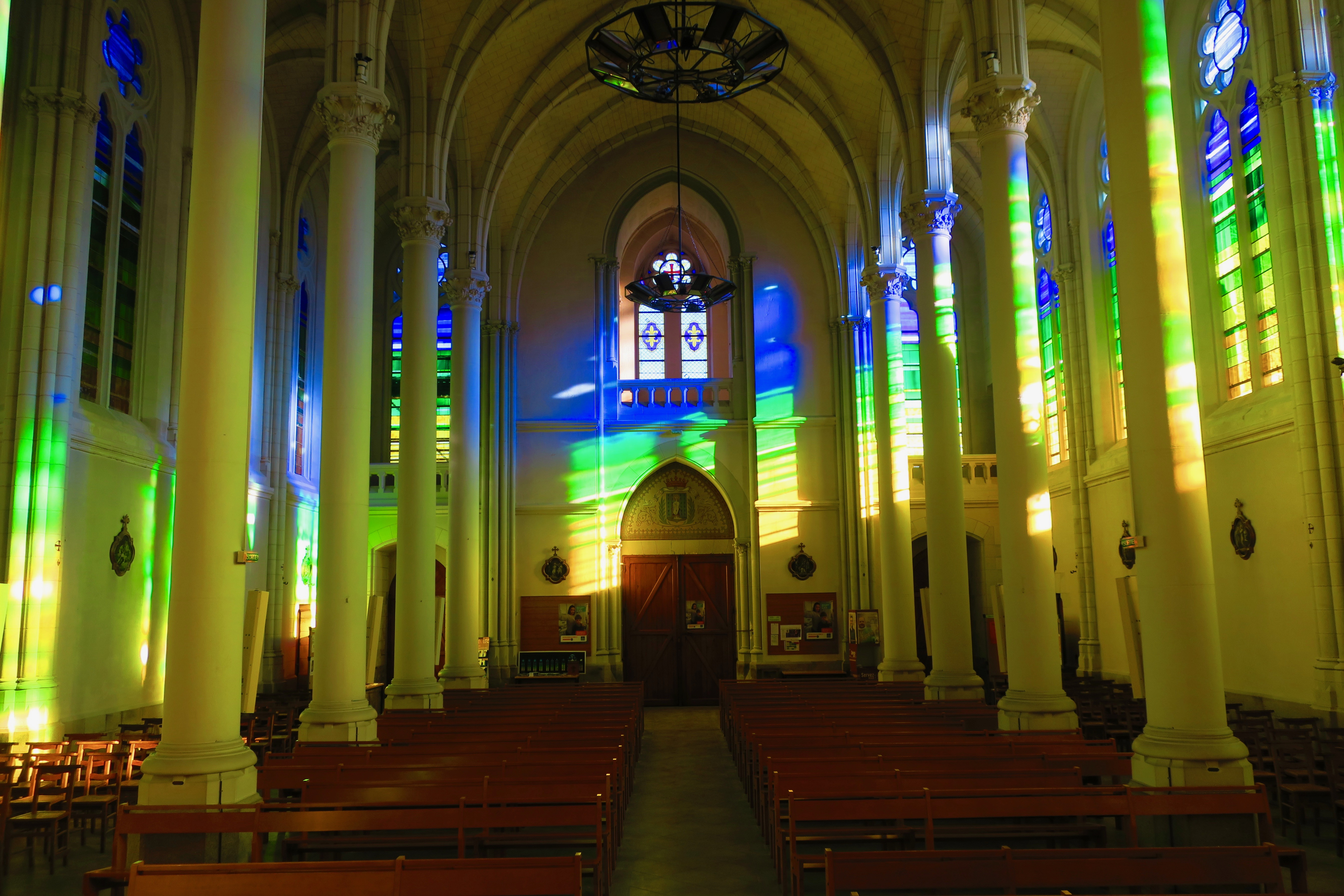
La lumière donnée par les nouveaux vitraux
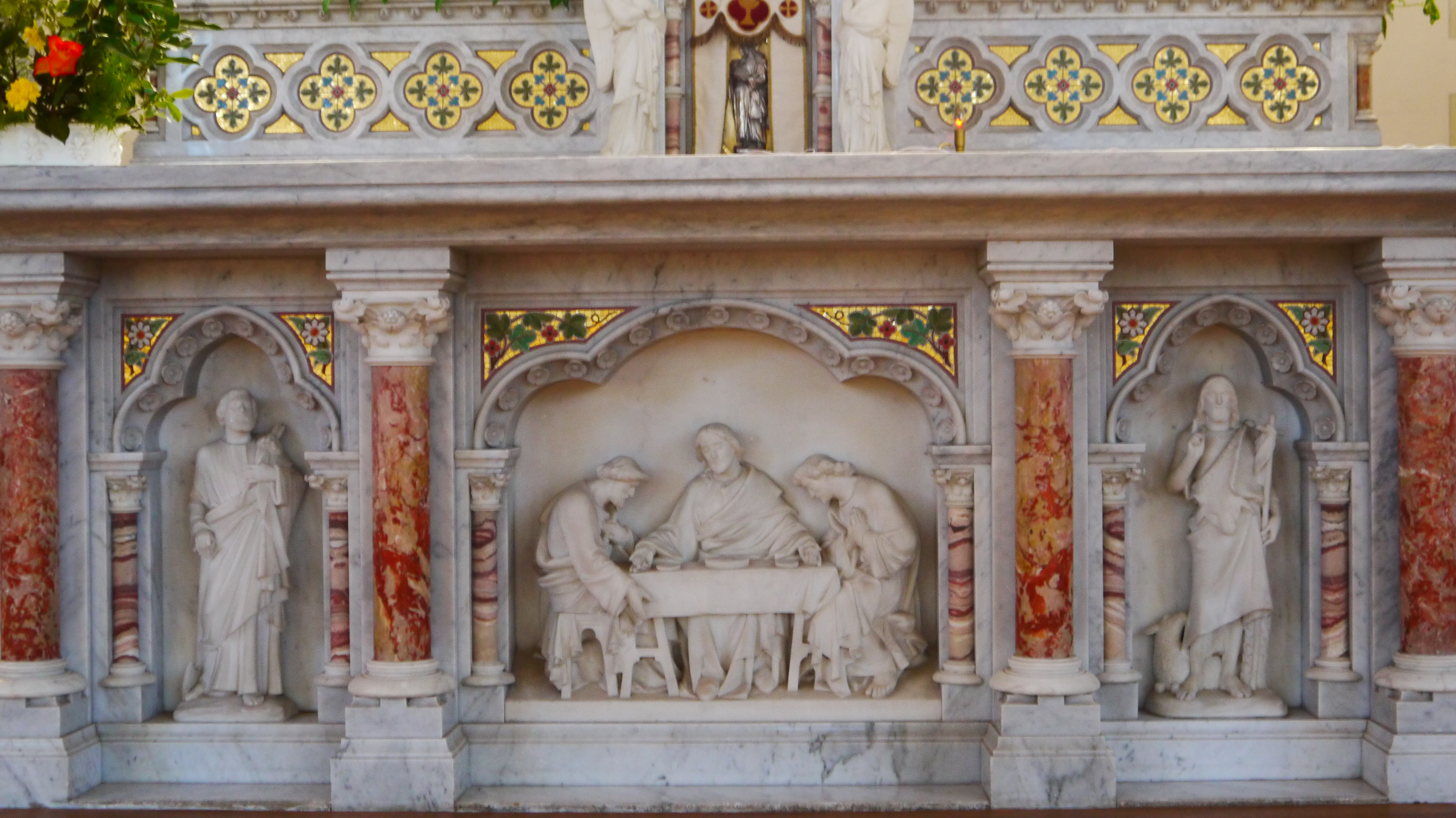
Détail des bas-reliefs du maître-autel
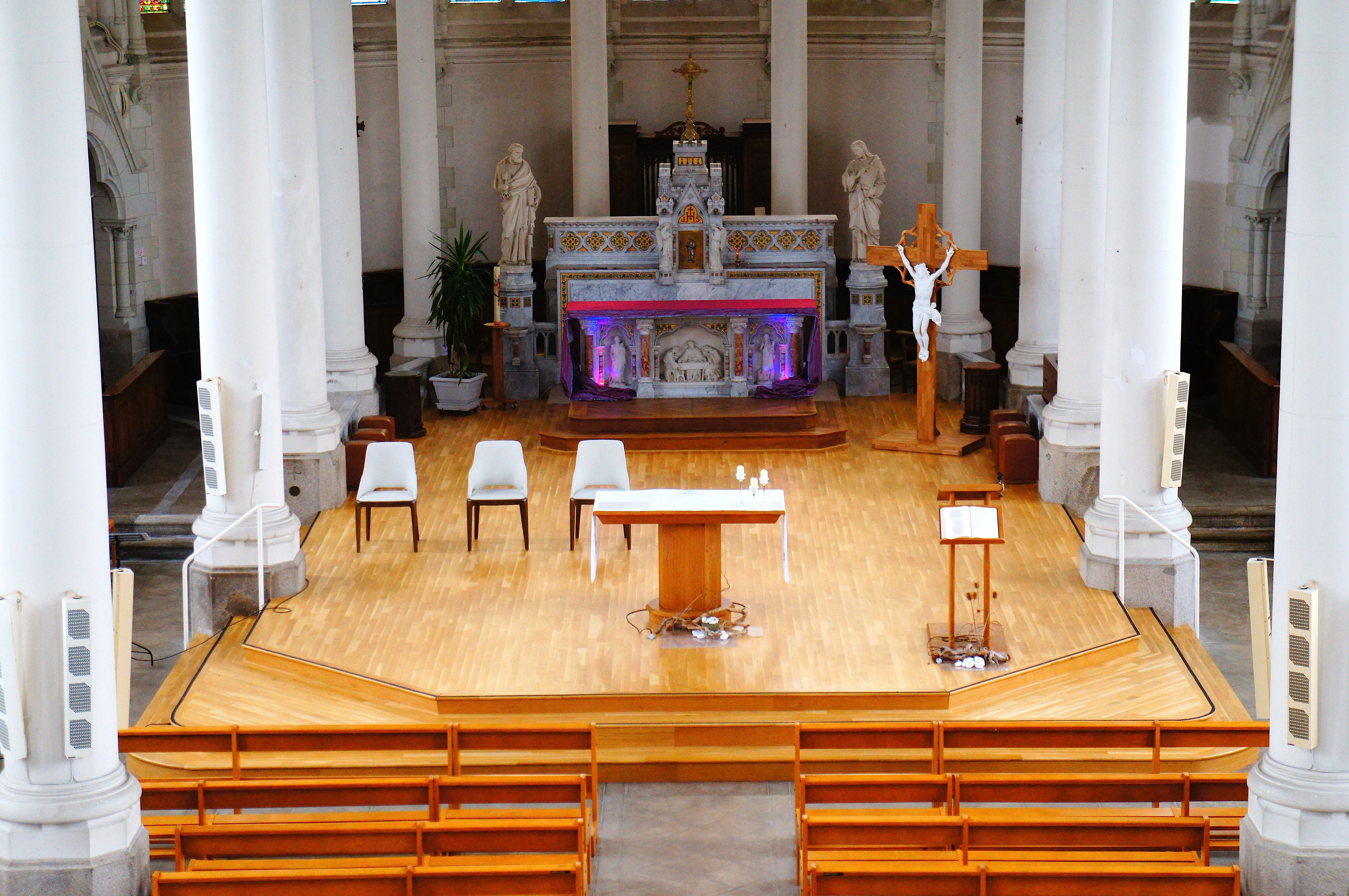
Chœur de l'église Saint-Léger d'Orvault
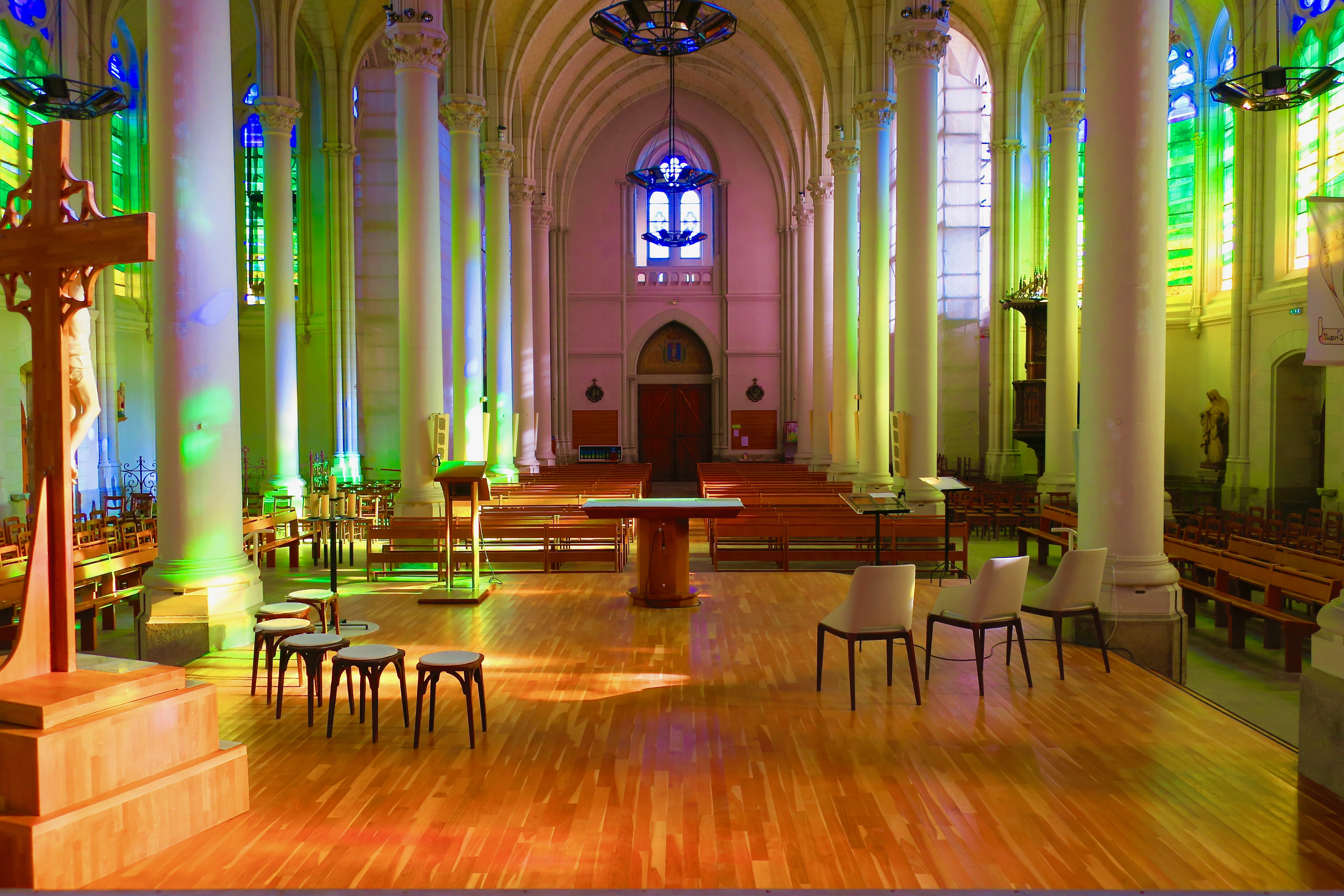
La lumière des vitraux

### Liste des Curés de l'église Saint-Léger d'Orvault
Source : le site Infobretagne.
- Jean Bernard de La Grée (de 1400 à 1460 environ)
- Pierre Tessier ou Texier (de 1460 à 1491)
- Guillaume Avoyne (de 1491 à 1513, on mentionne deux vicaires sous son rectorat : Pierre Fontin et Thomas Cabaz)
- François Dorboulange (de 1520 à 1564, il eut pour vicaire Guillaume Renaud)
- Raoul des Cormiers, Jean Macé (de 1588 à 1606, et il avait pour vicaires Barrais et Melué)
- Clément Le Meignen
- Charles Perrot de La Neuville (de 1677 à 1684, et il fonda la confrérie du "rosaire" en 1682)
- Pierre Lemercier de La Guinelière (de 1685 à 1699)
- Louis Lair
- Louis  de Sécillon de Kerfur
- Yves Travaille : " J'ay pris possession de cette cure d'Orvault le quatre mars 1744 après avoir été chapelain de Bon-Secours de Nantes quatre ans, ayant pris possession de la ditte chapelle le quatre mars 1740 " (registres paroissiaux)
- Eon
- Pierre Broussard (de 1787 à 1791, chanoine honoraire en 1803)
- Jean Baptiste Gain
- Julien Lemarié, curé d'Orvault de 1802 à 1840
- Sébastien de la Rue du Can (de 1840 à 1870, et il avait pour vicaire Jean Hémery)
- Jean Richeux, curé d'Orvault de 1870 à 1902
- Jean-Marie Mainguy, curé d'Orvault de 1902 à 1932
- Jean Rolland, curé d'Orvault de 1932 à 1962
- Joseph Moulin, curé d'Orvault de 1962 à 1978
- Fernand Bonnet, curé d'Orvault de 1978 à 1989
- Joseph Jutton, curé d'Orvault de 1989 à 1993
- Claude Roirand, curé d'Orvault de 1993 à 2002
- Luc Legouais, curé d'Orvault de 2002 à 2003 - Année de Fondation de la Nouvelle paroisse sous le nom de Sainte Bernadette et Saint Léger d'Orvault
- Luc Legouais, curé de la paroisse Sainte Bernadette et Saint Léger d'Orvault de 2003 à 2011
- Philippe Girard, administrateur de la paroisse Sainte Bernadette et Saint Léger d'Orvault de 2011 à 2012
- Loïc Le Huen, curé de la paroisse Sainte Bernadette et Saint Léger d'Orvault de 2012 à 2019
- Père Darius Lutende, curé de la paroisse Sainte Bernadette et Saint Léger d'Orvault de 2019 à 2021
- Michel Leroy, curé depuis 2021